# مارتا غولدن
ليليان مارتا غولدن (بالإنجليزية: Marta Golden)‏ (28 نوفمبر 1868 - 15 يوليو 1943) ممثلة مسرح وسينما أمريكية. ولدت في بنسلفانيا، مثلت لأول مرة في عام 1915 في الفيلم القصير «عمل» من إخراج تشارلي تشابلن. ظهرت في ما يقرب من سبعة أفلام، معظمها كوميدية من إخراج وبطولة «تشابلن». وآخر ظهور لها كان في عام 1928 في الفيلم الدرامي «إنتقام» من إخراج ادوين كاروي بطولة دولوريس ديل ريو.
توفيت غولدن في لوس انجلوس، كاليفورنيا في عام 1943.

## روابط خارجية
- مارتا غولدن على موقع IMDb (الإنجليزية)
- مارتا غولدن على موقع ألو سيني (الفرنسية)
- مارتا غولدن على موقع أول موفي (الإنجليزية)
- مارتا غولدن على موقع قاعدة بيانات الأفلام السويدية (السويدية)
- مارتا غولدن على موقع قاعدة بيانات الفيلم (الإنجليزية)